# Runowo (Węgorzyno)
Runowo (deutsch Ruhnow, früher Runow) ist ein Ort in der polnischen Woiwodschaft Westpommern und gehört zur Stadt- und Landgemeinde (Gmina) Węgorzyno (Wangerin) im Kreis Łobez (Labes).

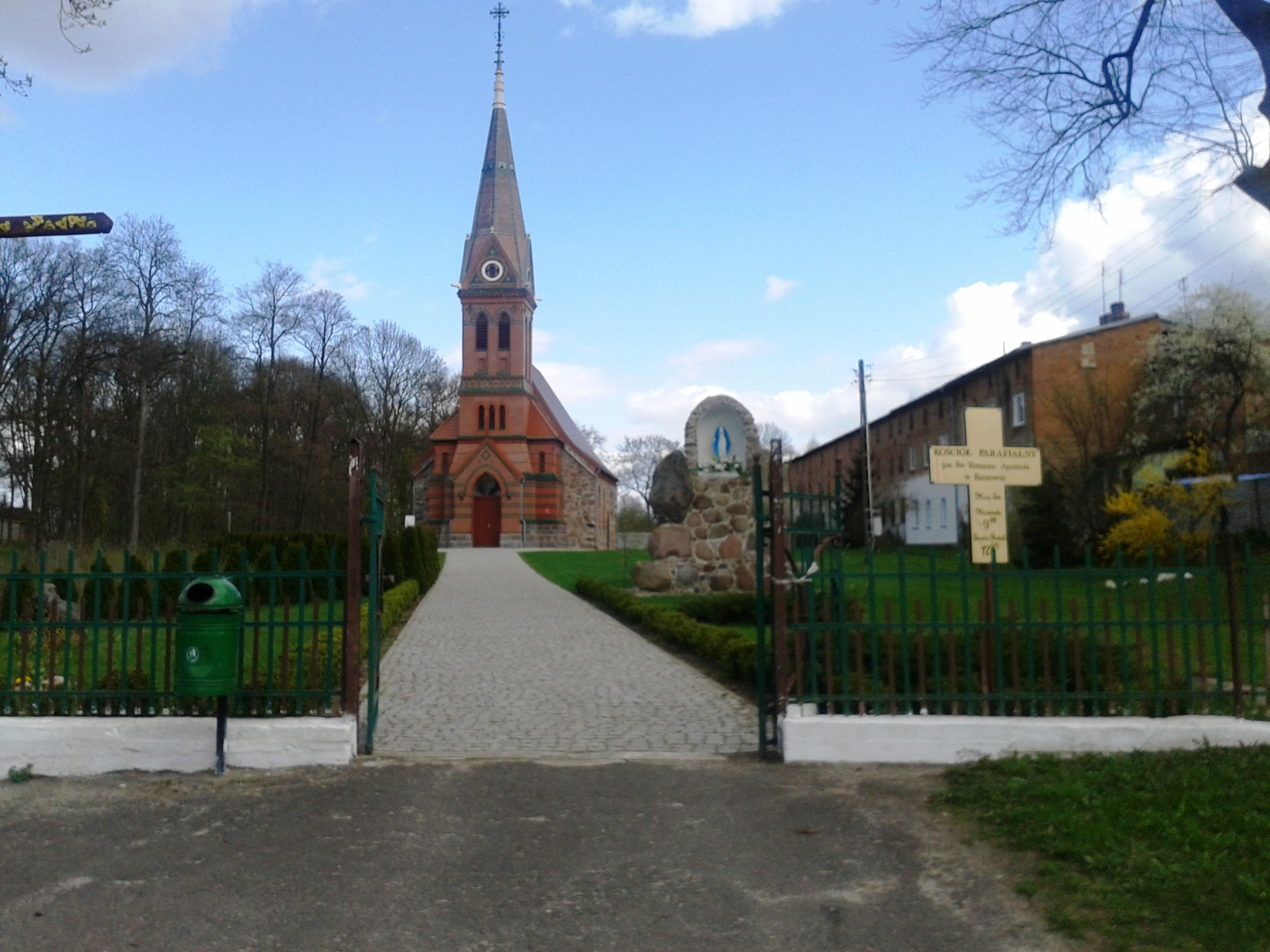
Dorfkirche, bis 1945 Gotteshaus der evangelischen Gemeinde Ruhnow (Aufnahme 2014)

## Geographische Lage
Das ehemalige Gutsdorf liegt vier Kilometer nordwestlich der Stadt Węgorzyno (Wangerin) und zwölf Kilometer südöstlich der Kreisstadt Łobez (Labes). 

## Geschichte
Die Ortschaft, früher Runow geschrieben, war ein altes Lehen der Familie Wedel, wurde von dieser aber an die Familie Rode, Röde, Röden, Rhöden verafterlehnt, die mit Johannes und Hennig erstmals 1333 und 1334 urkundlich vorkommt und in Ruhnow mit Dosse Rode 1522 und mit dessen Sohn Jasper Rode 1538 zum ersten Mal genannt wird.
Beim Bau der Bahnstrecke von Stargard in Pommern nach Danzig sollte ursprünglich Wangerin Bahnstation werden. Doch die Wangeriner weigerten sich. So erhielt Ruhnow die Bahnstation, die später auch noch an die Bahnstrecke von Konitz nach Ruhnow angeschlossen wurde. Diese Bahnlinie allerdings erhielt in Wangerin eine gesonderte Bahnstation.
Ruhnow hatte sich auf diese Weise zu einem kleinen Verkehrsknotenpunkt entwickelt, der auch viele Arbeitskräfte und damit Einwohner in das Dorf zog. Ruhnow-Bahnhof wurde ein eigener Wohnplatz mit fast so vielen Einwohnern wie der Ort selbst.
Im Jahr 1945 war Ruhnow ein Ort im Landkreis Regenwalde (Sitz: Labes) im Regierungsbezirk Köslin der preußischen Provinz Pommern des Deutschen Reichs. Der Ort war Sitz  des Amtsbezirks Ruhnow, der die Landgemeinden und Gutsbezirke Blankenhagen, Dorotheenthal, Piepstock, Polchow, Ruhnow, Wangerin B und Winningen umfasste.
Gegen Ende des Zweiten Weltkriegs wurde die Region von der im Bündnis mit Großbritannien und den Vereinigten Staaten kämpfenden Roten Armee besetzt. Nach Kriegsende wurde Ruhnow seitens der sowjetischen Besatzungsmacht der Volksrepublik Polen zur Verwaltung unterstellt. Danach begann die Zuwanderung von Polen. Die Ortschaft wurde in  „Runowo“ umbenannt. In der Folgezeit wurde die einheimische Bevölkerung von der polnischen Administration aus dem Kreisgebiet vertrieben.
Die Polen teilten den Ort in zwei gesonderte Ortsteile: Runowo und Runowo Pomorskie (so auch der Name der Bahnstation). Jeder bildet heute ein eigenes „Schulzenamt“ (sołectwo) innerhalb der Gmina Węgorzyno im Powiat Łobeski in der Woiwodschaft Westpommern (1975–1998 Woiwodschaft Stettin).

### Bevölkerungszahlen
- 1910: 567 Einwohner
- 1933: 522 Einwohner
- 1939: 489 Einwohner

## Kirche

### Kirchengemeinde
Vor 1945 war die Bevölkerung von Ruhnow überwiegend evangelischer Konfession. Der Ort mit seiner alten Feldsteinkirche war Sitz des Pfarramtes für das Kirchspiel Ruhnow im Kirchenkreis Freienwalde (heute polnisch: Chociwel) im Ostsprengel der Kirchenprovinz Pommern der Kirche der Altpreußischen Union. Zu diesem im Jahre 1940 insgesamt 1582 Gemeindeglieder zählenden Kirchspiels gehörten die Filialgemeinden Winningen (Winniki), Blankenhagen (Dłusko) und Dorotheenthal (Sarnikierz). Die Ruhnower Ortschaft Ruhnow-Bahnhof übrigens war in das Kirchspiel Wangerin eingepfarrt.
Seit 1945 ist die neue Einwohnerschaft von Runowo überwiegend katholischer Konfession. Das evangelische Gotteshaus wurde zugunsten der katholischen Kirche enteignet und ist heute Pfarrkirche im Dekanat Łobez im Erzbistum Stettin-Cammin der katholischen Kirche in Polen. Hier lebende evangelische Kirchenglieder gehören zur weit entfernten Trinitatiskirchengemeinde in Stettin in der Diözese Breslau der Evangelisch-Augsburgischen Kirche in Polen.

### Pfarrer bis 1945
| - David Rabe, 1572–1580 - Lukas Krüger, ab 1580 - Konrad Colberg, 1664 - David Colberg, ab 1668 - Johann Georg Bechner, 1697 - Daniel Gottfried Keppler, 1714–1738 - Daniel Gottfried Hohenhausen, 1738–1776 - Johann Friedrich Barth, 1778–1816 - Friedrich Wilhelm Stephani, 1817–1821 - Ernst Heinrich Wilhelm Glosemeyer, 1821–1825 | - Gustav Gottfried Ludwig Grünwald, 1826–1850 - Daniel August Bentz, 1850–1864 - Wilhelm Richard Haltenorth, 1864–1867 - Theodor Rudolf Eugen Langheinrich, 1867–1881 - Johann Friedrich Wilhelm Kopplin, 1881–1884 - Hermann Heinrich Raddatz, 1885 - Otto Karl Emil Zingler, 1886–1903 - Gotthilf Harder, 1904–1945 |

## Verkehr
Die polnische Landesstraße DK 20 (ehemalige deutsche Reichsstraße 158) von Stargard (Stargard in Pommern) nach Gdynia (Gdingen) ist über Węgorzyno zu erreichen. 
Über den Bahnhof Runowo Pomorskie besteht Anschluss an die Bahnstrecke Chojnice–Runowo Pomorskie.

## Persönlichkeit des Ortes
- Karl Robert-Tornow (* 14. April 1851 in Runow; † 21. Januar 1892), deutscher Landrat
- Walter Robert-tornow (* 14. Juli 1852 in Ruhnow; † 17. September 1895), deutscher Bibliothekar und Übersetzer